# Петозарни мученици (обичај)
Петозарни мученици или Петочислени мученици познати у народу и као Мучни дани један је од обичаја у народном календару, који траје дванаест дана и то од 26. децембра па до Божића. У ове дане народ гледа какав ће бити који месец у идућој години, јер сваки дан по народном веровању представљао месец у наредној години.

## Предуслови
Појава Исуса Христа у историји човечанства представљала је за многе величанствен и непоновљив покушај да се љубављу, праштањем и жртвовањем искупе људски греси и друга непочинства. Христов пут који је био и јесте пут страдања у име вере да је на земљи могуће живети по божјим законима и да се зло у човеку и на земљи може добротом надвладати – кад већ нису помогли ни Изгон, ни Велики потоп, ни Заповијести, натерао је многе хришћане до постану мученици у борби за опстанак хришћанства.
Међу њима су били Петозарни мученици, који су исповедали веру у живога Бога и оваплоћење његовог Сина, што је било потпуно неприхватљиво да се клањају и приносе жртве кумирима ἄψυχα καὶ νεκρὰ, и да су због тога у време прогона хришћана страдали мученичком смрћу.

## Историја
Многи цареви тог доба, Констанције, Максимијан, и други, који нису признавали хришћанство, гонили су их убијали Хришћане на својим територијама. Међу мноштвом мученика страдалих у то време било је и пет будућих светаца, пет мученика, који и поред тешких мука којима су били изложени нису хтели да се одрекну своје вере: 
1. Јевстатије - римски војвода у граду Саталиону, родом из Аравракина,
2. Евгеније - Јевстатијев дуг у војсци,
3. Орест - угледан, стасит и лепо грађен римски војник,
4. Мардарије - прост грађанин, земљак Јевстатије родом из Аравракина,
5. Авксентије - свештеник, заговорник хришћанства.

Ови петозарни мученици били су под страшним репресалијама римских царева у чијим царевима владала безбожна идолопоклоничка заблуда. Вођени том заблудом  људи су се као суманути просто такмичили у служењу идолима. Нарочито када су по свима градовима и местима Римског царства стизале царске наредбе управитељима области и судијама, у којима је наређивано да се у одређене дане и празнике приносе дарови и жртве боговима. У тим наредбама обећавани су: царска благонаклоност, почасти и високи положаји у држави онима који свесрдно служили боговима; док су онима који нису хтели да се клањају идолима и приносити им жртве, претило се прво - одузимањем имања, затим - стављањем на разноврсне муке, и на крају смртном казном. Тако је настало велико гоњење хришћана по целој Римској царевини, како би се вера Христова потпуно истребила са лица земље.
У том периоду живело је пет мученика: Јевстатије, Евгеније, Мардарије, Орест и Аксентије, који нису хтели да се одрекну своје вере. Ови јако побожни људи, богобојажљив са беспрекорним животом, гедајући сваки дан велико гоњење хришћана, туговали су за својим истомишљеницима и све више времена проводили су у посту и молитви. При томе и сами су желели да уђе у подвиг светих мученика и да постану свети мучениици.
По наређењу римског цара његови намесници Лисије и Агрикола, који су били задужени да истребе хришћанство као веру, мукама су прво изложили Аксенитија. Када је угледо страдање Аксентија, Јевстатије се добровољно пријавио Лисију наводећи да је хришћанин. Током мучења Авксентију и Јевстатију прикључио се и Евгеније, након што је римском судији изјавио да је и он хришћанин. Када су везаног и измученог Јевстатија римски војници проводили кроз град Аравракин, угледао их је Мардерије. Након што се опростио од жене и двоје деце  Мардарије је потрчао за Ефстратијем и његовим џелатима вичући и свег глас: И ја сам хришћанин као и мој господин Ефстратије. Петог мученика Ореста препоснао је Лисиније када је Оресту испао крст из недара. Како своју веру није негорао Ореста су одмах бацили у тамницу.
После бројних мучења и захтева да се одрекну своје вере, што ова петорица хришћана нису желела да учине, прво је посечен Авксентије, потом су у мукама страдали Евгеније и Мардарије. Орест је издахну током мучења на усијаном гвожћу, а Ефстратије у огњеној пећи.
У славу тих пет страдалих мученика, настао је назив Петозарни мученици. Мошти ових мученика, нешто касније пребачене су у Цариград и сахрањене у цркви под њиховим заједничким називом Свети петозарници. Део моштију свих петорице мученика се чува и у цркви Светог Луке у Котору у Боки Которској. На црквеним фрескама они су представњени као низ  светих мученика приказаних у уобичајеној одећи (хаљини и огртачу) и са крстовима у рукама.

## Народни обичаји везани за овај празник
Петозарни мученици трају дванаест дана и то од 26. децембра па до Божића. У ове дане народ гледа какав ће бити који месец у идућој години, јер сваки дан по народном веровању представља месец у идућој години. 
- Тако 26. децембар представља какав ће бити у идућој години месец јануар;
- 27. децембар какав ће бити фебруар;
- 28. децембар какав ће бити март;
- 29. децембар какав ће бити април итд.

Какав је који дан био, верници су сматрали да ће у редној календарској години такав бити и цео месец.
Ако је на неки од тих дана падао снег, онда ће онај месец, кога тај дан представља у идућој години бити кишан. Међутим ко је неког дана падао снег пре подне, а после подне није падао, онда ће прва половина тог мсеца бити кишна, а друга половина ће бити без кише.
Ако је неки од дана био ведар веровало се да ће месец у том месецу бити без кише. Ако је неког дана дувао ветар, предвиђало се да ће месец у идућој години бити ветровит.
Како је народ веровао да се у ове дане замучила Света Богородица да роди, па се у народу ови дани још зову и Мучни дани. Трудне жене у ове дане ништа не раде.  